# Liste des subdivisions administratives du Xinjiang
Cette page contient des caractères spéciaux ou non latins. S’ils s’affichent mal (▯, ?, etc.), consultez la page d’aide Unicode.

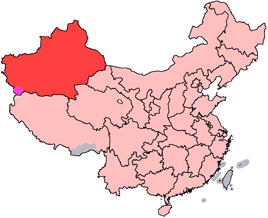
Le Xinjiang

La structure administrative du Xinjiang, région autonome de la république populaire de Chine, est constituée des trois niveaux suivants :
- 14 subdivisions de niveau préfecture
  - 2 villes-préfectures
  - 7 préfectures
  - 5 préfectures autonomes
- 99 subdivisions de niveau district
  - 20 villes-districts
  - 62 xian
  - 6 xian autonome
  - 11 districts
- 1009 subdivisions de niveau canton
  - 10 districts de xian
  - 299 bourgs
  - 582 cantons
  - 43 cantons ethniques
  - 145 sous-districts

La table ci-dessous donne uniquement la liste des divisions de niveau préfecture et de niveau district.
| Niveau préfecture | Niveau préfecture | Niveau district                   | Niveau district         | Niveau district                | Niveau district                    | Niveau district                    |
| Niveau préfecture | Niveau préfecture | Nom                               | Chinois (simplifié)     | Pinyin                         | Ouïghour (alphabets arabe et turc) | Ouïghour (alphabets arabe et turc) |
| --- | --- | --------------------------------- | ----------------------- | ------------------------------ | ---------------------------------- | ---------------------------------- |
| Ville d'Ürümqi 乌鲁木齐市 Wūlǔmùqí Shì ئۈرۈمچى شەھىرى Ürümçi Şehiri                                                                                                 | Ville d'Ürümqi 乌鲁木齐市 Wūlǔmùqí Shì ئۈرۈمچى شەھىرى Ürümçi Şehiri                                                                                                 | District de Tianshan              | 天山区                  | Tiānshān Qū                    | تىيانشان رايونى                    | Tiyanşan Rayoni                    |
| Ville d'Ürümqi 乌鲁木齐市 Wūlǔmùqí Shì ئۈرۈمچى شەھىرى Ürümçi Şehiri                                                                                                 | Ville d'Ürümqi 乌鲁木齐市 Wūlǔmùqí Shì ئۈرۈمچى شەھىرى Ürümçi Şehiri                                                                                                 | District de Saybagh               | 沙依巴克区              | Shāyībākè Qū                   | سايباغ رايونى                      | Saybağ Rayoni                      |
| Ville d'Ürümqi 乌鲁木齐市 Wūlǔmùqí Shì ئۈرۈمچى شەھىرى Ürümçi Şehiri                                                                                                 | Ville d'Ürümqi 乌鲁木齐市 Wūlǔmùqí Shì ئۈرۈمچى شەھىرى Ürümçi Şehiri                                                                                                 | District de Xinshi                | 新市区                  | Xīnshì Qū                      |                                    |                                    |
| Ville d'Ürümqi 乌鲁木齐市 Wūlǔmùqí Shì ئۈرۈمچى شەھىرى Ürümçi Şehiri                                                                                                 | Ville d'Ürümqi 乌鲁木齐市 Wūlǔmùqí Shì ئۈرۈمچى شەھىرى Ürümçi Şehiri                                                                                                 | District de Shuimogou             | 水磨沟区                | Shuǐmògōu Qū                   | شۇيموگۇ رايونى                     | Şuymogu Rayoni                     |
| Ville d'Ürümqi 乌鲁木齐市 Wūlǔmùqí Shì ئۈرۈمچى شەھىرى Ürümçi Şehiri                                                                                                 | Ville d'Ürümqi 乌鲁木齐市 Wūlǔmùqí Shì ئۈرۈمچى شەھىرى Ürümçi Şehiri                                                                                                 | District de Toutunhe              | 头屯河区                | Tóutúnhé Qū                    | تۇدۇڭخابا رايونى                   | Tudunghaba Rayoni                  |
| Ville d'Ürümqi 乌鲁木齐市 Wūlǔmùqí Shì ئۈرۈمچى شەھىرى Ürümçi Şehiri                                                                                                 | Ville d'Ürümqi 乌鲁木齐市 Wūlǔmùqí Shì ئۈرۈمچى شەھىرى Ürümçi Şehiri                                                                                                 | District de Dabancheng            | 达坂城区                | Dábǎnchéng Qū                  |                                    |                                    |
| Ville d'Ürümqi 乌鲁木齐市 Wūlǔmùqí Shì ئۈرۈمچى شەھىرى Ürümçi Şehiri                                                                                                 | Ville d'Ürümqi 乌鲁木齐市 Wūlǔmùqí Shì ئۈرۈمچى شەھىرى Ürümçi Şehiri                                                                                                 | District de Dongshan              | 东山区                  | Dōngshān Qū                    | دۇڭسەن رايونى                      | Dungsen Rayoni                     |
| Ville d'Ürümqi 乌鲁木齐市 Wūlǔmùqí Shì ئۈرۈمچى شەھىرى Ürümçi Şehiri                                                                                                 | Ville d'Ürümqi 乌鲁木齐市 Wūlǔmùqí Shì ئۈرۈمچى شەھىرى Ürümçi Şehiri                                                                                                 | Xian d'Ürümqi                     | 乌鲁木齐县              | Wūlǔmùqí Xiàn                  | ئۈرۈمچى ناھىيىسى                   | Ürümçi Nahiyisi                    |
| Ville de Karamay 克拉玛依市 Kèlāmǎyī Shì قاراماي شەھىرى Karamay Şehiri                                                                                              | Ville de Karamay 克拉玛依市 Kèlāmǎyī Shì قاراماي شەھىرى Karamay Şehiri                                                                                              | District de Karamay               | 克拉玛依区              | Kèlāmǎyī Qū                    | قاراماي رايونى                     | Karamay Rayoni                     |
| Ville de Karamay 克拉玛依市 Kèlāmǎyī Shì قاراماي شەھىرى Karamay Şehiri                                                                                              | Ville de Karamay 克拉玛依市 Kèlāmǎyī Shì قاراماي شەھىرى Karamay Şehiri                                                                                              | District de Dushanzi              | 独山子区                | Dúshānzǐ Qū                    | مايتاغ رايونى                      | Maytağ Rayoni                      |
| Ville de Karamay 克拉玛依市 Kèlāmǎyī Shì قاراماي شەھىرى Karamay Şehiri                                                                                              | Ville de Karamay 克拉玛依市 Kèlāmǎyī Shì قاراماي شەھىرى Karamay Şehiri                                                                                              | District de Baijiantan            | 白碱滩区                | Báijiǎntān Qū                  | جەرەنبۇلاق رايونى                  | Cerenbulak Rayoni                  |
| Ville de Karamay 克拉玛依市 Kèlāmǎyī Shì قاراماي شەھىرى Karamay Şehiri                                                                                              | Ville de Karamay 克拉玛依市 Kèlāmǎyī Shì قاراماي شەھىرى Karamay Şehiri                                                                                              | District d'Urho                   | 乌尔禾区                | Wū'ěrhé Qū                     | ئورقۇ رايونى                       | Orku Rayoni                        |
| Administration directe | Administration directe | Ville de Shihezi                  | 石河子市                | Shíhézǐ Shì                    | شىخەنزە شەھىرى                     | Şihenze Şehiri                     |
| Administration directe | Administration directe | Ville d'Aral                      | 阿拉尔市                | Ālā'ěr Shì                     | ئارال شەھىرى                       | Aral Şehiri                        |
| Administration directe | Administration directe | Ville de Tumushuke                | 图木舒克市              | Túmùshūkè Shì                  | تۇمشۇق شەھىرى                      | Tumşuk Şehiri                      |
| Administration directe | Administration directe | Ville de Wujiaqu                  | 五家渠市                | Wǔjiāqú Shì                    | ۋۇجياچۈ شەھىرى                     | Vucyaçü Şehiri                     |
| Préfecture de Kachgar 喀什地区 Kāshí Dìqū قەشقەر ۋىلايىتى Keşker Vilayiti                                                                                           | Préfecture de Kachgar 喀什地区 Kāshí Dìqū قەشقەر ۋىلايىتى Keşker Vilayiti                                                                                           | Ville de Kachgar                  | 喀什市                  | Kāshí Shì                      | قەشقەر شەھىرى                      | Keşker Şehiri                      |
| Préfecture de Kachgar 喀什地区 Kāshí Dìqū قەشقەر ۋىلايىتى Keşker Vilayiti                                                                                           | Préfecture de Kachgar 喀什地区 Kāshí Dìqū قەشقەر ۋىلايىتى Keşker Vilayiti                                                                                           | Xian de Shufu                     | 疏附县                  | Shūfù Xiàn                     | قەشقەر كونا شەھەر ناھىيىسى         | Keşker Kona Şeher Nahiyisi         |
| Préfecture de Kachgar 喀什地区 Kāshí Dìqū قەشقەر ۋىلايىتى Keşker Vilayiti                                                                                           | Préfecture de Kachgar 喀什地区 Kāshí Dìqū قەشقەر ۋىلايىتى Keşker Vilayiti                                                                                           | Xian de Shule                     | 疏勒县                  | Shūlè Xiàn                     | قەشقەر يېڭىشەھەر ناھىيىسى          | Keşker Yengişeher Nahiyisi         |
| Préfecture de Kachgar 喀什地区 Kāshí Dìqū قەشقەر ۋىلايىتى Keşker Vilayiti                                                                                           | Préfecture de Kachgar 喀什地区 Kāshí Dìqū قەشقەر ۋىلايىتى Keşker Vilayiti                                                                                           | Xian de Yengisar                  | 英吉沙县                | Yīngjíshā Xiàn                 | يېڭىسار ناھىيىسى                   | Yengisar Nahiyisi                  |
| Préfecture de Kachgar 喀什地区 Kāshí Dìqū قەشقەر ۋىلايىتى Keşker Vilayiti                                                                                           | Préfecture de Kachgar 喀什地区 Kāshí Dìqū قەشقەر ۋىلايىتى Keşker Vilayiti                                                                                           | Xian de Poskam                    | 泽普县                  | Zépǔ Xiàn                      | پوسكام ناھىيىسى                    | Poskam Nahiyisi                    |
| Préfecture de Kachgar 喀什地区 Kāshí Dìqū قەشقەر ۋىلايىتى Keşker Vilayiti                                                                                           | Préfecture de Kachgar 喀什地区 Kāshí Dìqū قەشقەر ۋىلايىتى Keşker Vilayiti                                                                                           | Xian de Yarkand                   | 莎车县                  | Shāchē Xiàn                    | يەكەن ناھىيىسى                     | Yeken Nahiyisi                     |
| Préfecture de Kachgar 喀什地区 Kāshí Dìqū قەشقەر ۋىلايىتى Keşker Vilayiti                                                                                           | Préfecture de Kachgar 喀什地区 Kāshí Dìqū قەشقەر ۋىلايىتى Keşker Vilayiti                                                                                           | Xian de Kargilik                  | 叶城县                  | Yèchéng Xiàn                   | قاغىلىق ناھىيىسى                   | Kağilik Nahiyisi                   |
| Préfecture de Kachgar 喀什地区 Kāshí Dìqū قەشقەر ۋىلايىتى Keşker Vilayiti                                                                                           | Préfecture de Kachgar 喀什地区 Kāshí Dìqū قەشقەر ۋىلايىتى Keşker Vilayiti                                                                                           | Xian de Makit                     | 麦盖提县                | Màigàití Xiàn                  | مەكىت ناھىيىسى                     | Mekit Nahiyisi                     |
| Préfecture de Kachgar 喀什地区 Kāshí Dìqū قەشقەر ۋىلايىتى Keşker Vilayiti                                                                                           | Préfecture de Kachgar 喀什地区 Kāshí Dìqū قەشقەر ۋىلايىتى Keşker Vilayiti                                                                                           | Xian de Yopurga                   | 岳普湖县                | Yuèpǔhú Xiàn                   | يوپۇرغا ناھىيىسى                   | Yopurğa Nahiyisi                   |
| Préfecture de Kachgar 喀什地区 Kāshí Dìqū قەشقەر ۋىلايىتى Keşker Vilayiti                                                                                           | Préfecture de Kachgar 喀什地区 Kāshí Dìqū قەشقەر ۋىلايىتى Keşker Vilayiti                                                                                           | Xian de Peyziwat                  | 伽师县                  | Gāshī Xiàn                     | پەيزىۋات ناھىيىسى                  | Peyzivat Nahiyisi                  |
| Préfecture de Kachgar 喀什地区 Kāshí Dìqū قەشقەر ۋىلايىتى Keşker Vilayiti                                                                                           | Préfecture de Kachgar 喀什地区 Kāshí Dìqū قەشقەر ۋىلايىتى Keşker Vilayiti                                                                                           | Xian de Maralbexi                 | 巴楚县                  | Bāchǔ Xiàn                     | مارالبېشى ناھىيىسى                 | Maralbeşi Nahiyisi                 |
| Préfecture de Kachgar 喀什地区 Kāshí Dìqū قەشقەر ۋىلايىتى Keşker Vilayiti                                                                                           | Préfecture de Kachgar 喀什地区 Kāshí Dìqū قەشقەر ۋىلايىتى Keşker Vilayiti                                                                                           | Xian autonome tadjik de Taxkorgan | 塔什库尔干 塔吉克自治县 | Tǎshíkù'ěrgān tǎjíkè Zìzhìxiàn | تاشقۇرقان تاجىك ئاپتونوم ناھىيىسى  | Taşkurkan Tacik Aptonom Nahiyisi   |
| Préfecture d'Aksou 阿克苏地区 Ākèsū Dìqū ئاقسۇ ۋىلايىتى Aksu Vilayiti                                                                                               | Préfecture d'Aksou 阿克苏地区 Ākèsū Dìqū ئاقسۇ ۋىلايىتى Aksu Vilayiti                                                                                               | Ville d'Aksou                     | 阿克苏市                | Ākèsū Shì                      | ئاقسۇ شەھىرى                       | Aksu Şehiri                        |
| Préfecture d'Aksou 阿克苏地区 Ākèsū Dìqū ئاقسۇ ۋىلايىتى Aksu Vilayiti                                                                                               | Préfecture d'Aksou 阿克苏地区 Ākèsū Dìqū ئاقسۇ ۋىلايىتى Aksu Vilayiti                                                                                               | Xian de Wensu                     | 温宿县                  | Wēnsù Xiàn                     | ئونسۇ ناھىيىسى                     | Onsu Nahiyisi                      |
| Préfecture d'Aksou 阿克苏地区 Ākèsū Dìqū ئاقسۇ ۋىلايىتى Aksu Vilayiti                                                                                               | Préfecture d'Aksou 阿克苏地区 Ākèsū Dìqū ئاقسۇ ۋىلايىتى Aksu Vilayiti                                                                                               | Xian de Kucha                     | 库车县                  | Kùchē Xiàn                     | كۇچار ناھىيىسى                     | Kuçar Nahiyisi                     |
| Préfecture d'Aksou 阿克苏地区 Ākèsū Dìqū ئاقسۇ ۋىلايىتى Aksu Vilayiti                                                                                               | Préfecture d'Aksou 阿克苏地区 Ākèsū Dìqū ئاقسۇ ۋىلايىتى Aksu Vilayiti                                                                                               | Xian de Shayar                    | 沙雅县                  | Shāyǎ Xiàn                     | شايار ناھىيىسى                     | Şayar Nahiyisi                     |
| Préfecture d'Aksou 阿克苏地区 Ākèsū Dìqū ئاقسۇ ۋىلايىتى Aksu Vilayiti                                                                                               | Préfecture d'Aksou 阿克苏地区 Ākèsū Dìqū ئاقسۇ ۋىلايىتى Aksu Vilayiti                                                                                               | Xian de Toksu                     | 新和县                  | Xīnhé Xiàn                     | توقسۇ ناھىيىسى                     | Toksu Nahiyisi                     |
| Préfecture d'Aksou 阿克苏地区 Ākèsū Dìqū ئاقسۇ ۋىلايىتى Aksu Vilayiti                                                                                               | Préfecture d'Aksou 阿克苏地区 Ākèsū Dìqū ئاقسۇ ۋىلايىتى Aksu Vilayiti                                                                                               | Xian de Baicheng                  | 拜城县                  | Bàichéng Xiàn                  | باي ناھىيىس                        | Bay Nahiyisi                       |
| Préfecture d'Aksou 阿克苏地区 Ākèsū Dìqū ئاقسۇ ۋىلايىتى Aksu Vilayiti                                                                                               | Préfecture d'Aksou 阿克苏地区 Ākèsū Dìqū ئاقسۇ ۋىلايىتى Aksu Vilayiti                                                                                               | Xian d'Uqturpan                   | 乌什县                  | Wūshí Xiàn                     | ئۇچتۇرپان ناھىيىسى                 | Uçturpan Nahiyisi                  |
| Préfecture d'Aksou 阿克苏地区 Ākèsū Dìqū ئاقسۇ ۋىلايىتى Aksu Vilayiti                                                                                               | Préfecture d'Aksou 阿克苏地区 Ākèsū Dìqū ئاقسۇ ۋىلايىتى Aksu Vilayiti                                                                                               | Xian d'Awat                       | 阿瓦提县                | Āwǎtí Xiàn                     | ئاۋات ناھىيىسى                     | Avat Nahiyisi                      |
| Préfecture d'Aksou 阿克苏地区 Ākèsū Dìqū ئاقسۇ ۋىلايىتى Aksu Vilayiti                                                                                               | Préfecture d'Aksou 阿克苏地区 Ākèsū Dìqū ئاقسۇ ۋىلايىتى Aksu Vilayiti                                                                                               | Xian de Kalpin                    | 柯坪县                  | Kēpíng Xiàn                    | كەلپىن ناھىيىسى                    | Kelpin Nahiyisi                    |
| Préfecture de Hotan 和田地区 Hétián Dìqū خوتەن ۋىلايىتى Hoten Vilayiti                                                                                              | Préfecture de Hotan 和田地区 Hétián Dìqū خوتەن ۋىلايىتى Hoten Vilayiti                                                                                              | Ville de Hotan                    | 和田市                  | Hétián Shì                     | خوتەن شەھىرى                       | Hoten Şehiri                       |
| Préfecture de Hotan 和田地区 Hétián Dìqū خوتەن ۋىلايىتى Hoten Vilayiti                                                                                              | Préfecture de Hotan 和田地区 Hétián Dìqū خوتەن ۋىلايىتى Hoten Vilayiti                                                                                              | Xian de Hotan                     | 和田县                  | Hétián Xiàn                    | خوتەن ناھىيىسى                     | Hoten Nahiyisi                     |
| Préfecture de Hotan 和田地区 Hétián Dìqū خوتەن ۋىلايىتى Hoten Vilayiti                                                                                              | Préfecture de Hotan 和田地区 Hétián Dìqū خوتەن ۋىلايىتى Hoten Vilayiti                                                                                              | Xian de Karakash                  | 墨玉县                  | Mòyù Xiàn                      | قاراقاش ناھىيىسى                   | Karakaş Nahiyisi                   |
| Préfecture de Hotan 和田地区 Hétián Dìqū خوتەن ۋىلايىتى Hoten Vilayiti                                                                                              | Préfecture de Hotan 和田地区 Hétián Dìqū خوتەن ۋىلايىتى Hoten Vilayiti                                                                                              | Xian de Pishan                    | 皮山县                  | Píshān Xiàn                    | گۇما ناھىيىسى                      | Guma Nahiyisi                      |
| Préfecture de Hotan 和田地区 Hétián Dìqū خوتەن ۋىلايىتى Hoten Vilayiti                                                                                              | Préfecture de Hotan 和田地区 Hétián Dìqū خوتەن ۋىلايىتى Hoten Vilayiti                                                                                              | Xian de Lop                       | 洛浦县                  | Luòpǔ Xiàn                     | لوپ ناھىيىسى                       | Lop Nahiyisi                       |
| Préfecture de Hotan 和田地区 Hétián Dìqū خوتەن ۋىلايىتى Hoten Vilayiti                                                                                              | Préfecture de Hotan 和田地区 Hétián Dìqū خوتەن ۋىلايىتى Hoten Vilayiti                                                                                              | Xian de Chira                     | 策勒县                  | Cèlè Xiàn                      | چىرا ناھىيىسى                      | Çira Nahiyisi                      |
| Préfecture de Hotan 和田地区 Hétián Dìqū خوتەن ۋىلايىتى Hoten Vilayiti                                                                                              | Préfecture de Hotan 和田地区 Hétián Dìqū خوتەن ۋىلايىتى Hoten Vilayiti                                                                                              | Xian de Keriya                    | 于田县                  | Yútián Xiàn                    | كېرىيە ناھىيىسى                    | Keriye Nahiyisi                    |
| Préfecture de Hotan 和田地区 Hétián Dìqū خوتەن ۋىلايىتى Hoten Vilayiti                                                                                              | Préfecture de Hotan 和田地区 Hétián Dìqū خوتەن ۋىلايىتى Hoten Vilayiti                                                                                              | Xian de Minfeng                   | 民丰县                  | Mínfēng Xiàn                   | نىيە ناھىيىسى                      | Niye Nahiyisi                      |
| Préfecture de Tourfan 吐鲁番地区 Tǔlǔfān Dìqū تۇرپان ۋىلايىتى Turpan Vilayiti                                                                                       | Préfecture de Tourfan 吐鲁番地区 Tǔlǔfān Dìqū تۇرپان ۋىلايىتى Turpan Vilayiti                                                                                       | Ville de Tourfan                  | 吐鲁番市                | Tǔlǔfān Shì                    | تۇرپان شەھىرى                      | Turpan Şehiri                      |
| Préfecture de Tourfan 吐鲁番地区 Tǔlǔfān Dìqū تۇرپان ۋىلايىتى Turpan Vilayiti                                                                                       | Préfecture de Tourfan 吐鲁番地区 Tǔlǔfān Dìqū تۇرپان ۋىلايىتى Turpan Vilayiti                                                                                       | Xian de Piqan                     | 鄯善县                  | Shànshàn Xiàn                  | پىچان ناھىيىسى                     | Piçan Nahiyisi                     |
| Préfecture de Tourfan 吐鲁番地区 Tǔlǔfān Dìqū تۇرپان ۋىلايىتى Turpan Vilayiti                                                                                       | Préfecture de Tourfan 吐鲁番地区 Tǔlǔfān Dìqū تۇرپان ۋىلايىتى Turpan Vilayiti                                                                                       | Xian de Toksun                    | 托克逊县                | Tuōkèxùn Xiàn                  | توقسۇن ناھىيىسى                    | Toksun Nahiyisi                    |
| Préfecture de Hami 哈密地区 Hāmì Dìqū قۇمۇل ۋىلايىتى Kumul Vilayiti                                                                                                 | Préfecture de Hami 哈密地区 Hāmì Dìqū قۇمۇل ۋىلايىتى Kumul Vilayiti                                                                                                 | Ville de Hami                     | 哈密市                  | Hāmì Shì                       | قۇمۇل شەھىرى                       | Kumul Şehiri                       |
| Préfecture de Hami 哈密地区 Hāmì Dìqū قۇمۇل ۋىلايىتى Kumul Vilayiti                                                                                                 | Préfecture de Hami 哈密地区 Hāmì Dìqū قۇمۇل ۋىلايىتى Kumul Vilayiti                                                                                                 | Xian de Yiwu                      | 伊吾县                  | Yīwú Xiàn                      | ئارا تۈرۈك ناھىيىسى                | Ara Türük Nahiyisi                 |
| Préfecture de Hami 哈密地区 Hāmì Dìqū قۇمۇل ۋىلايىتى Kumul Vilayiti                                                                                                 | Préfecture de Hami 哈密地区 Hāmì Dìqū قۇمۇل ۋىلايىتى Kumul Vilayiti                                                                                                 | Xian autonome kazakh de Barkol    | 巴里坤 哈萨克自治县     | Bālǐkūn hāsàkè Zìzhìxiàn       | باركۆل قازاق ئاپتونوم ناھىيىسى     | Barköl Kazak Aptonom Nahiyisi      |
| Préfecture autonome kirghiz de Kizilsu 克孜勒苏柯尔克孜自治州 Kèzīlèsū kē'ěrkèzī Zìzhìzhōu قىزىلسۇ قىرغىز ئاپتونوم ئوبلاستى Kizilsu Kirğiz Aptonom Oblasti          | Préfecture autonome kirghiz de Kizilsu 克孜勒苏柯尔克孜自治州 Kèzīlèsū kē'ěrkèzī Zìzhìzhōu قىزىلسۇ قىرغىز ئاپتونوم ئوبلاستى Kizilsu Kirğiz Aptonom Oblasti          | Ville d'Artux                     | 阿图什市                | Ātúshí Shì                     | ئاتۇش شەھىرى                       | Atuş Şehiri                        |
| Préfecture autonome kirghiz de Kizilsu 克孜勒苏柯尔克孜自治州 Kèzīlèsū kē'ěrkèzī Zìzhìzhōu قىزىلسۇ قىرغىز ئاپتونوم ئوبلاستى Kizilsu Kirğiz Aptonom Oblasti          | Préfecture autonome kirghiz de Kizilsu 克孜勒苏柯尔克孜自治州 Kèzīlèsū kē'ěrkèzī Zìzhìzhōu قىزىلسۇ قىرغىز ئاپتونوم ئوبلاستى Kizilsu Kirğiz Aptonom Oblasti          | Xian d'Akto                       | 阿克陶县                | Ākètáo Xiàn                    | ئاقتو ناھىيىسى                     | Akto Nahiyisi                      |
| Préfecture autonome kirghiz de Kizilsu 克孜勒苏柯尔克孜自治州 Kèzīlèsū kē'ěrkèzī Zìzhìzhōu قىزىلسۇ قىرغىز ئاپتونوم ئوبلاستى Kizilsu Kirğiz Aptonom Oblasti          | Préfecture autonome kirghiz de Kizilsu 克孜勒苏柯尔克孜自治州 Kèzīlèsū kē'ěrkèzī Zìzhìzhōu قىزىلسۇ قىرغىز ئاپتونوم ئوبلاستى Kizilsu Kirğiz Aptonom Oblasti          | Xian d'Akqi                       | 阿合奇县                | Āhéqí Xiàn                     | ئاقچى ناھىيىسى                     | Akçi Nahiyisi                      |
| Préfecture autonome kirghiz de Kizilsu 克孜勒苏柯尔克孜自治州 Kèzīlèsū kē'ěrkèzī Zìzhìzhōu قىزىلسۇ قىرغىز ئاپتونوم ئوبلاستى Kizilsu Kirğiz Aptonom Oblasti          | Préfecture autonome kirghiz de Kizilsu 克孜勒苏柯尔克孜自治州 Kèzīlèsū kē'ěrkèzī Zìzhìzhōu قىزىلسۇ قىرغىز ئاپتونوم ئوبلاستى Kizilsu Kirğiz Aptonom Oblasti          | Xian d'Ulugqat                    | 乌恰县                  | Wūqià Xiàn                     | ئۇلۇغچات ناھىيىسى                  | Uluğçat Nahiyisi                   |
| Préfecture autonome mongole de Börtala 博尔塔拉蒙古自治州 Bó'ěrtǎlā měnggǔ Zìzhìzhōu بۆرتالا موڭغۇل ئاپتونوم ئوبلاستى Börtala Mongğul Aptonom Oblasti               | Préfecture autonome mongole de Börtala 博尔塔拉蒙古自治州 Bó'ěrtǎlā měnggǔ Zìzhìzhōu بۆرتالا موڭغۇل ئاپتونوم ئوبلاستى Börtala Mongğul Aptonom Oblasti               | Ville de Bole                     | 博乐市                  | Bólè Shì                       | بۆرتالا شەھىرى                     | Börtala Şehiri                     |
| Préfecture autonome mongole de Börtala 博尔塔拉蒙古自治州 Bó'ěrtǎlā měnggǔ Zìzhìzhōu بۆرتالا موڭغۇل ئاپتونوم ئوبلاستى Börtala Mongğul Aptonom Oblasti               | Préfecture autonome mongole de Börtala 博尔塔拉蒙古自治州 Bó'ěrtǎlā měnggǔ Zìzhìzhōu بۆرتالا موڭغۇل ئاپتونوم ئوبلاستى Börtala Mongğul Aptonom Oblasti               | Xian de Jinghe                    | 精河县                  | Jīnghé Xiàn                    | جىڭ ناھىيىسى                       | Cing Nahiyisi                      |
| Préfecture autonome mongole de Börtala 博尔塔拉蒙古自治州 Bó'ěrtǎlā měnggǔ Zìzhìzhōu بۆرتالا موڭغۇل ئاپتونوم ئوبلاستى Börtala Mongğul Aptonom Oblasti               | Préfecture autonome mongole de Börtala 博尔塔拉蒙古自治州 Bó'ěrtǎlā měnggǔ Zìzhìzhōu بۆرتالا موڭغۇل ئاپتونوم ئوبلاستى Börtala Mongğul Aptonom Oblasti               | Xian de Wenquan                   | 温泉县                  | Wēnquán Xiàn                   | ئارىشاڭ ناھىيىسى                   | Arişang Nahiyisi                   |
| Préfecture autonome hui de Changji 昌吉回族自治州 Chāngjí huízú Zìzhìzhōu سانجى خۇيزۇ ئاپتونوم ئوبلاستى Sanci Huyzu Aptonom Oblasti                                 | Préfecture autonome hui de Changji 昌吉回族自治州 Chāngjí huízú Zìzhìzhōu سانجى خۇيزۇ ئاپتونوم ئوبلاستى Sanci Huyzu Aptonom Oblasti                                 | Ville de Changji                  | 昌吉市                  | Chāngjí Shì                    | سانجى شەھىرى                       | Sanci Şehiri                       |
| Préfecture autonome hui de Changji 昌吉回族自治州 Chāngjí huízú Zìzhìzhōu سانجى خۇيزۇ ئاپتونوم ئوبلاستى Sanci Huyzu Aptonom Oblasti                                 | Préfecture autonome hui de Changji 昌吉回族自治州 Chāngjí huízú Zìzhìzhōu سانجى خۇيزۇ ئاپتونوم ئوبلاستى Sanci Huyzu Aptonom Oblasti                                 | Ville de Fukang                   | 阜康市                  | Fùkāng Shì                     |                                    |                                    |
| Préfecture autonome hui de Changji 昌吉回族自治州 Chāngjí huízú Zìzhìzhōu سانجى خۇيزۇ ئاپتونوم ئوبلاستى Sanci Huyzu Aptonom Oblasti                                 | Préfecture autonome hui de Changji 昌吉回族自治州 Chāngjí huízú Zìzhìzhōu سانجى خۇيزۇ ئاپتونوم ئوبلاستى Sanci Huyzu Aptonom Oblasti                                 | Ville de Miquan                   | 米泉市                  | Mǐquán Shì                     |                                    |                                    |
| Préfecture autonome hui de Changji 昌吉回族自治州 Chāngjí huízú Zìzhìzhōu سانجى خۇيزۇ ئاپتونوم ئوبلاستى Sanci Huyzu Aptonom Oblasti                                 | Préfecture autonome hui de Changji 昌吉回族自治州 Chāngjí huízú Zìzhìzhōu سانجى خۇيزۇ ئاپتونوم ئوبلاستى Sanci Huyzu Aptonom Oblasti                                 | Xian de Hutubi                    | 呼图壁县                | Hūtúbì Xiàn                    | قۇتۇبى ناھىيىسى                    | Kutubi Nahiyisi                    |
| Préfecture autonome hui de Changji 昌吉回族自治州 Chāngjí huízú Zìzhìzhōu سانجى خۇيزۇ ئاپتونوم ئوبلاستى Sanci Huyzu Aptonom Oblasti                                 | Préfecture autonome hui de Changji 昌吉回族自治州 Chāngjí huízú Zìzhìzhōu سانجى خۇيزۇ ئاپتونوم ئوبلاستى Sanci Huyzu Aptonom Oblasti                                 | Xian de Manas                     | 玛纳斯县                | Mǎnàsī Xiàn                    | ماناس ناھىيىسى                     | Manas Nahiyisi                     |
| Préfecture autonome hui de Changji 昌吉回族自治州 Chāngjí huízú Zìzhìzhōu سانجى خۇيزۇ ئاپتونوم ئوبلاستى Sanci Huyzu Aptonom Oblasti                                 | Préfecture autonome hui de Changji 昌吉回族自治州 Chāngjí huízú Zìzhìzhōu سانجى خۇيزۇ ئاپتونوم ئوبلاستى Sanci Huyzu Aptonom Oblasti                                 | Xian de Qitai                     | 奇台县                  | Qítái Xiàn                     | گۇچۇڭ ناھىيىسى                     | Guçung Nahiyisi                    |
| Préfecture autonome hui de Changji 昌吉回族自治州 Chāngjí huízú Zìzhìzhōu سانجى خۇيزۇ ئاپتونوم ئوبلاستى Sanci Huyzu Aptonom Oblasti                                 | Préfecture autonome hui de Changji 昌吉回族自治州 Chāngjí huízú Zìzhìzhōu سانجى خۇيزۇ ئاپتونوم ئوبلاستى Sanci Huyzu Aptonom Oblasti                                 | Xian de Jimsar                    | 吉木萨尔县              | Jímùsà'ěr Xiàn                 | جىمىسار ناھىيىسى                   | Cimisar Nahiyisi                   |
| Préfecture autonome hui de Changji 昌吉回族自治州 Chāngjí huízú Zìzhìzhōu سانجى خۇيزۇ ئاپتونوم ئوبلاستى Sanci Huyzu Aptonom Oblasti                                 | Préfecture autonome hui de Changji 昌吉回族自治州 Chāngjí huízú Zìzhìzhōu سانجى خۇيزۇ ئاپتونوم ئوبلاستى Sanci Huyzu Aptonom Oblasti                                 | Xian autonome kazakh de Mori      | 木垒哈萨克自治县        | Mùlěi hāsàkè Zìzhìxiàn         | مورى قازاق ئاپتونوم ناھىيىسى       | Mori Kazak Aptonom Nahiyisi        |
| Préfecture autonome mongole de Bayin'gholin 巴音郭愣蒙古自治州 Bāyīnguōlèng měnggǔ Zìzhìzhōu بايىنغولىن موڭغۇل ئاپتونوم ئوبلاستى Bayinğolin Mongğul Aptonom Oblasti | Préfecture autonome mongole de Bayin'gholin 巴音郭愣蒙古自治州 Bāyīnguōlèng měnggǔ Zìzhìzhōu بايىنغولىن موڭغۇل ئاپتونوم ئوبلاستى Bayinğolin Mongğul Aptonom Oblasti | Ville de Korla                    | 库尔勒市                | Kù'ěrlè Shì                    | كورلا شەھىرى                       | Korla Şehiri                       |
| Préfecture autonome mongole de Bayin'gholin 巴音郭愣蒙古自治州 Bāyīnguōlèng měnggǔ Zìzhìzhōu بايىنغولىن موڭغۇل ئاپتونوم ئوبلاستى Bayinğolin Mongğul Aptonom Oblasti | Préfecture autonome mongole de Bayin'gholin 巴音郭愣蒙古自治州 Bāyīnguōlèng měnggǔ Zìzhìzhōu بايىنغولىن موڭغۇل ئاپتونوم ئوبلاستى Bayinğolin Mongğul Aptonom Oblasti | Xian de Luntai                    | 轮台县                  | Lúntái Xiàn                    | بۈگۈر ناھىيىسى                     | Bügür Nahiyisi                     |
| Préfecture autonome mongole de Bayin'gholin 巴音郭愣蒙古自治州 Bāyīnguōlèng měnggǔ Zìzhìzhōu بايىنغولىن موڭغۇل ئاپتونوم ئوبلاستى Bayinğolin Mongğul Aptonom Oblasti | Préfecture autonome mongole de Bayin'gholin 巴音郭愣蒙古自治州 Bāyīnguōlèng měnggǔ Zìzhìzhōu بايىنغولىن موڭغۇل ئاپتونوم ئوبلاستى Bayinğolin Mongğul Aptonom Oblasti | Xian de Yuli                      | 尉犁县                  | Yùlí Xiàn                      | لوپنۇر ناھىيىسى                    | Lopnur Nahiyisi                    |
| Préfecture autonome mongole de Bayin'gholin 巴音郭愣蒙古自治州 Bāyīnguōlèng měnggǔ Zìzhìzhōu بايىنغولىن موڭغۇل ئاپتونوم ئوبلاستى Bayinğolin Mongğul Aptonom Oblasti | Préfecture autonome mongole de Bayin'gholin 巴音郭愣蒙古自治州 Bāyīnguōlèng měnggǔ Zìzhìzhōu بايىنغولىن موڭغۇل ئاپتونوم ئوبلاستى Bayinğolin Mongğul Aptonom Oblasti | Xian de Ruoqiang                  | 若羌县                  | Ruòqiāng Xiàn                  | چاقىلىق ناھىيىسى                   | Çakilik Nahiyisi                   |
| Préfecture autonome mongole de Bayin'gholin 巴音郭愣蒙古自治州 Bāyīnguōlèng měnggǔ Zìzhìzhōu بايىنغولىن موڭغۇل ئاپتونوم ئوبلاستى Bayinğolin Mongğul Aptonom Oblasti | Préfecture autonome mongole de Bayin'gholin 巴音郭愣蒙古自治州 Bāyīnguōlèng měnggǔ Zìzhìzhōu بايىنغولىن موڭغۇل ئاپتونوم ئوبلاستى Bayinğolin Mongğul Aptonom Oblasti | Xian de Qiemo                     | 且末县                  | Qiěmò Xiàn                     | چەرچەن ناھىيىسى                    | Çerçen Nahiyisi                    |
| Préfecture autonome mongole de Bayin'gholin 巴音郭愣蒙古自治州 Bāyīnguōlèng měnggǔ Zìzhìzhōu بايىنغولىن موڭغۇل ئاپتونوم ئوبلاستى Bayinğolin Mongğul Aptonom Oblasti | Préfecture autonome mongole de Bayin'gholin 巴音郭愣蒙古自治州 Bāyīnguōlèng měnggǔ Zìzhìzhōu بايىنغولىن موڭغۇل ئاپتونوم ئوبلاستى Bayinğolin Mongğul Aptonom Oblasti | Xian de Hejing                    | 和静县                  | Héjìng Xiàn                    | خېجىڭ ناھىيىسى                     | Hecing Nahiyisi                    |
| Préfecture autonome mongole de Bayin'gholin 巴音郭愣蒙古自治州 Bāyīnguōlèng měnggǔ Zìzhìzhōu بايىنغولىن موڭغۇل ئاپتونوم ئوبلاستى Bayinğolin Mongğul Aptonom Oblasti | Préfecture autonome mongole de Bayin'gholin 巴音郭愣蒙古自治州 Bāyīnguōlèng měnggǔ Zìzhìzhōu بايىنغولىن موڭغۇل ئاپتونوم ئوبلاستى Bayinğolin Mongğul Aptonom Oblasti | Xian de Hoxud                     | 和硕县                  | Héshuò Xiàn                    | خوشۇت ناھىيىسى                     | Hoşut Nahiyisi                     |
| Préfecture autonome mongole de Bayin'gholin 巴音郭愣蒙古自治州 Bāyīnguōlèng měnggǔ Zìzhìzhōu بايىنغولىن موڭغۇل ئاپتونوم ئوبلاستى Bayinğolin Mongğul Aptonom Oblasti | Préfecture autonome mongole de Bayin'gholin 巴音郭愣蒙古自治州 Bāyīnguōlèng měnggǔ Zìzhìzhōu بايىنغولىن موڭغۇل ئاپتونوم ئوبلاستى Bayinğolin Mongğul Aptonom Oblasti | Xian de Bohu                      | 博湖县                  | Bóhú Xiàn                      | باغراش ناھىيىسى                    | Bağraş Nahiyisi                    |
| Préfecture autonome mongole de Bayin'gholin 巴音郭愣蒙古自治州 Bāyīnguōlèng měnggǔ Zìzhìzhōu بايىنغولىن موڭغۇل ئاپتونوم ئوبلاستى Bayinğolin Mongğul Aptonom Oblasti | Préfecture autonome mongole de Bayin'gholin 巴音郭愣蒙古自治州 Bāyīnguōlèng měnggǔ Zìzhìzhōu بايىنغولىن موڭغۇل ئاپتونوم ئوبلاستى Bayinğolin Mongğul Aptonom Oblasti | Xian autonome hui de Yanqi        | 焉耆回族自治县          | Yānçí huízú Zìzhìxiàn          | يەنجى خۇيزۇ ئاپتونوم ناھىيىسى      | Yenci Huyzu Aptonom Nahiyisi       |
| Préfecture autonome kazakhe d'Ili 伊犁哈萨克自治州 Yīlí hāsàkè Zìzhìzhōu ئىلى قازاق ئاپتونوم ئوبلاستى Ili Kazak Aptonom Oblasti                                     | Administration directe | Ville de Yining                   | 伊宁市                  | Yīníng Shì                     | غۇلجا شەھىرى                       | Ğulca Şehiri                       |
| Préfecture autonome kazakhe d'Ili 伊犁哈萨克自治州 Yīlí hāsàkè Zìzhìzhōu ئىلى قازاق ئاپتونوم ئوبلاستى Ili Kazak Aptonom Oblasti                                     | Administration directe | Ville de Kuitun                   | 奎屯市                  | Kuítún Shì                     | كۈيتۇن شەھىرى                      | Küytun Şehiri                      |
| Préfecture autonome kazakhe d'Ili 伊犁哈萨克自治州 Yīlí hāsàkè Zìzhìzhōu ئىلى قازاق ئاپتونوم ئوبلاستى Ili Kazak Aptonom Oblasti                                     | Administration directe | Xian de Yining                    | 伊宁县                  | Yīníng Xiàn                    | غۇلجا ناھىيىسى                     | Ğulca Nahiyisi                     |
| Préfecture autonome kazakhe d'Ili 伊犁哈萨克自治州 Yīlí hāsàkè Zìzhìzhōu ئىلى قازاق ئاپتونوم ئوبلاستى Ili Kazak Aptonom Oblasti                                     | Administration directe | Xian de Huocheng                  | 霍城县                  | Huòchéng Xiàn                  | قورغاس ناھىيىسى                    | Korğas Nahiyisi                    |
| Préfecture autonome kazakhe d'Ili 伊犁哈萨克自治州 Yīlí hāsàkè Zìzhìzhōu ئىلى قازاق ئاپتونوم ئوبلاستى Ili Kazak Aptonom Oblasti                                     | Administration directe | Xian de Gongliu                   | 巩留县                  | Gǒngliú Xiàn                   | توققۇزتارا ناھىيىسى                | Tokkuztara Nahiyisi                |
| Préfecture autonome kazakhe d'Ili 伊犁哈萨克自治州 Yīlí hāsàkè Zìzhìzhōu ئىلى قازاق ئاپتونوم ئوبلاستى Ili Kazak Aptonom Oblasti                                     | Administration directe | Xian de Xinyuan                   | 新源县                  | Xīnyuán Xiàn                   | كۈنەس ناھىيىسى                     | Künes Nahiyisi                     |
| Préfecture autonome kazakhe d'Ili 伊犁哈萨克自治州 Yīlí hāsàkè Zìzhìzhōu ئىلى قازاق ئاپتونوم ئوبلاستى Ili Kazak Aptonom Oblasti                                     | Administration directe | Xian de Zhaosu                    | 昭苏县                  | Zhāosū Xiàn                    | موڭغۇلكۈرە ناھىيىسى                | Mongğulküre Nahiyisi               |
| Préfecture autonome kazakhe d'Ili 伊犁哈萨克自治州 Yīlí hāsàkè Zìzhìzhōu ئىلى قازاق ئاپتونوم ئوبلاستى Ili Kazak Aptonom Oblasti                                     | Administration directe | Xian de Tekes                     | 特克斯县                | Tèkèsī Xiàn                    | تېكەس ناھىيىسى                     | Tekes Nahiyisi                     |
| Préfecture autonome kazakhe d'Ili 伊犁哈萨克自治州 Yīlí hāsàkè Zìzhìzhōu ئىلى قازاق ئاپتونوم ئوبلاستى Ili Kazak Aptonom Oblasti                                     | Administration directe | Xian de Nilka                     | 尼勒克县                | Nílèkè Xiàn                    | نىلقا ناھىيسى                      | Nilka Nahiyisi                     |
| Préfecture autonome kazakhe d'Ili 伊犁哈萨克自治州 Yīlí hāsàkè Zìzhìzhōu ئىلى قازاق ئاپتونوم ئوبلاستى Ili Kazak Aptonom Oblasti                                     | Administration directe | Xian autonome xibe de Qapqal      | 察布查尔 锡伯自治县     | Chábùchá'ěr xībó Zìzhìxiàn     | چاپچال شىبە ئاپتونوم يېزىسى        | Çapçal Şibe Aptonom Nahiyisi       |
| Préfecture autonome kazakhe d'Ili 伊犁哈萨克自治州 Yīlí hāsàkè Zìzhìzhōu ئىلى قازاق ئاپتونوم ئوبلاستى Ili Kazak Aptonom Oblasti                                     | Préfecture de Tacheng 塔城地区 Tǎchéng Dìqū تارباغاتاي ۋىلايىتى Tarbağatay Vilayiti                                                                                 | Ville de Tacheng                  | 塔城市                  | Tǎchéng Shì                    | چۆچەك شەھىرى                       | Çöçek Şehiri                       |
| Préfecture autonome kazakhe d'Ili 伊犁哈萨克自治州 Yīlí hāsàkè Zìzhìzhōu ئىلى قازاق ئاپتونوم ئوبلاستى Ili Kazak Aptonom Oblasti                                     | Préfecture de Tacheng 塔城地区 Tǎchéng Dìqū تارباغاتاي ۋىلايىتى Tarbağatay Vilayiti                                                                                 | Ville de Wusu                     | 乌苏市                  | Wūsū Shì                       |                                    |                                    |
| Préfecture autonome kazakhe d'Ili 伊犁哈萨克自治州 Yīlí hāsàkè Zìzhìzhōu ئىلى قازاق ئاپتونوم ئوبلاستى Ili Kazak Aptonom Oblasti                                     | Préfecture de Tacheng 塔城地区 Tǎchéng Dìqū تارباغاتاي ۋىلايىتى Tarbağatay Vilayiti                                                                                 | Xian d'Emin                       | 额敏县                  | Émǐn Xiàn                      | دۆربىلجىن ناھىيىسى                 | Dörbilcin Nahiyisi                 |
| Préfecture autonome kazakhe d'Ili 伊犁哈萨克自治州 Yīlí hāsàkè Zìzhìzhōu ئىلى قازاق ئاپتونوم ئوبلاستى Ili Kazak Aptonom Oblasti                                     | Préfecture de Tacheng 塔城地区 Tǎchéng Dìqū تارباغاتاي ۋىلايىتى Tarbağatay Vilayiti                                                                                 | Xian de Shawan                    | 沙湾县                  | Shāwān Xiàn                    | ساۋەن ناھىيىسى                     | Saven Nahiyisi                     |
| Préfecture autonome kazakhe d'Ili 伊犁哈萨克自治州 Yīlí hāsàkè Zìzhìzhōu ئىلى قازاق ئاپتونوم ئوبلاستى Ili Kazak Aptonom Oblasti                                     | Préfecture de Tacheng 塔城地区 Tǎchéng Dìqū تارباغاتاي ۋىلايىتى Tarbağatay Vilayiti                                                                                 | Xian de Toli                      | 托里县                  | Tuōlǐ Xiàn                     | تولى ناھىيىسى                      | Toli Nahiyisi                      |
| Préfecture autonome kazakhe d'Ili 伊犁哈萨克自治州 Yīlí hāsàkè Zìzhìzhōu ئىلى قازاق ئاپتونوم ئوبلاستى Ili Kazak Aptonom Oblasti                                     | Préfecture de Tacheng 塔城地区 Tǎchéng Dìqū تارباغاتاي ۋىلايىتى Tarbağatay Vilayiti                                                                                 | Xian de Yumin                     | 裕民县                  | Yùmín Xiàn                     | چاغانتوقاي ناھىيىسى                | Çağantokay Nahiyisi                |
| Préfecture autonome kazakhe d'Ili 伊犁哈萨克自治州 Yīlí hāsàkè Zìzhìzhōu ئىلى قازاق ئاپتونوم ئوبلاستى Ili Kazak Aptonom Oblasti                                     | Préfecture de Tacheng 塔城地区 Tǎchéng Dìqū تارباغاتاي ۋىلايىتى Tarbağatay Vilayiti                                                                                 | Xian autonome mongol de Hoboksar  | 和布克赛尔 蒙古自治县   | Hébùkèsài'ěr měnggǔ Zìzhìxiàn  | قوبۇقسار موڭغۇل ئاپتونوم ناھىيىسى  | Kobuksar Mongğul Aptonom Nahiyisi  |
| Préfecture autonome kazakhe d'Ili 伊犁哈萨克自治州 Yīlí hāsàkè Zìzhìzhōu ئىلى قازاق ئاپتونوم ئوبلاستى Ili Kazak Aptonom Oblasti                                     | Préfecture d'Altay 阿勒泰地区 Ālètài Dìqū ئالتاي ۋىلايىتى Altay Vilayiti                                                                                            | Ville d'Altay                     | 阿勒泰市                | Ālètài Shì                     | ئالتاي شەھىرى                      | Altay Şehiri                       |
| Préfecture autonome kazakhe d'Ili 伊犁哈萨克自治州 Yīlí hāsàkè Zìzhìzhōu ئىلى قازاق ئاپتونوم ئوبلاستى Ili Kazak Aptonom Oblasti                                     | Préfecture d'Altay 阿勒泰地区 Ālètài Dìqū ئالتاي ۋىلايىتى Altay Vilayiti                                                                                            | Xian de Burqin                    | 布尔津县                | Bù'ěrjīn Xiàn                  | بۇرچىن ناھىيىسى                    | Burçin Nahiyisi                    |
| Préfecture autonome kazakhe d'Ili 伊犁哈萨克自治州 Yīlí hāsàkè Zìzhìzhōu ئىلى قازاق ئاپتونوم ئوبلاستى Ili Kazak Aptonom Oblasti                                     | Préfecture d'Altay 阿勒泰地区 Ālètài Dìqū ئالتاي ۋىلايىتى Altay Vilayiti                                                                                            | Xian de Fuyun                     | 富蕴县                  | Fùyùn Xiàn                     |                                    |                                    |
| Préfecture autonome kazakhe d'Ili 伊犁哈萨克自治州 Yīlí hāsàkè Zìzhìzhōu ئىلى قازاق ئاپتونوم ئوبلاستى Ili Kazak Aptonom Oblasti                                     | Préfecture d'Altay 阿勒泰地区 Ālètài Dìqū ئالتاي ۋىلايىتى Altay Vilayiti                                                                                            | Xian de Fuhai                     | 福海县                  | Fúhǎi Xiàn                     | بۇرۇلتوقاي ناھىيىسى                | Burultokay Nahiyisi                |
| Préfecture autonome kazakhe d'Ili 伊犁哈萨克自治州 Yīlí hāsàkè Zìzhìzhōu ئىلى قازاق ئاپتونوم ئوبلاستى Ili Kazak Aptonom Oblasti                                     | Préfecture d'Altay 阿勒泰地区 Ālètài Dìqū ئالتاي ۋىلايىتى Altay Vilayiti                                                                                            | Xian de Habahe                    | 哈巴河县                | Hābāhé Xiàn                    | قابا ناھىيىسى                      | Kaba Nahiyisi                      |
| Préfecture autonome kazakhe d'Ili 伊犁哈萨克自治州 Yīlí hāsàkè Zìzhìzhōu ئىلى قازاق ئاپتونوم ئوبلاستى Ili Kazak Aptonom Oblasti                                     | Préfecture d'Altay 阿勒泰地区 Ālètài Dìqū ئالتاي ۋىلايىتى Altay Vilayiti                                                                                            | Xian de Qinggil                   | 清河县                  | Qīnghé Xiàn                    | چىڭگىل ناھىيىسى                    | Çinggil Nahiyisi                   |
| Préfecture autonome kazakhe d'Ili 伊犁哈萨克自治州 Yīlí hāsàkè Zìzhìzhōu ئىلى قازاق ئاپتونوم ئوبلاستى Ili Kazak Aptonom Oblasti                                     | Préfecture d'Altay 阿勒泰地区 Ālètài Dìqū ئالتاي ۋىلايىتى Altay Vilayiti                                                                                            | Xian de Jeminay                   | 吉木乃县                | Jímùnǎi Xiàn                   | جېمىنەي ناھىيىسى                   | Ceminey Nahiyisi                   |